# بوب غانسلر
بوب غانسلر (بالإنجليزية: Bob Gansler)‏ مواليد 1 يوليو 1941 في المجر، هو لاعب كرة قدم مجري سابق. يلعب كمدافع.

## روابط خارجية
- بوب غانسلر على موقع قاعدة بيانات كرة القدم.إي يو (الإنجليزية)
- بوب غانسلر على موقع ناشيونال فوتبول تيمز (الإنجليزية)
- بوب غانسلر على موقع عالم كرة القدم.نت (الإنجليزية)